# Sandeman
Sandeman é uma marca de vinhos do Porto, fundada em 1790 pelo escocês George Sandeman (1765–1841).
É bem conhecida pelo logotipo que apresenta um homem chamado Don, vestido com uma capa de estudante português e um amplo chapéu espanhol, conhecido como "o Homem da Capa Negra". Este logótipo foi criado em 1928 pelo artista escocês George Massiot Brown. 
Além dos vinhos do Porto, também produz Xerez, Brandy e vinho da Madeira.
A marca está associada ao título de Barão de Sandeman.

## Ligações Externas
- Site Oficial